# 우메키 미요시
우메키 미요시(일본어: 梅木 美代志, 영어: Umeki Miyoshi, 1929년 5월 8일 ~ 2007년 8월 28일)는 일본에서 미국으로 귀화한 배우, 가수이다.
1957년 할리우드 영화 <사요나라>로 동양인 배우 최초로 아카데미상을 수상하였다. 은퇴 후 하와이로 이주하여 미주리주에서 아들 부부와 노년을 보냈다. 2007년 8월 28일 미주리주의 의료 보양 시설에서 암으로 별세하였다. 미국 미주리주 분 크릭 묘지 에 매장 되었다

## 출연 작품
- 플라워 드럼 송 (1961)
- 도나 리드 쇼 (1958)
- 사요나라 (1957)